# تشارلز ستيرلينغ بانل
تشارلز ستيرلينغ بانل (بالإنجليزية: Charles Sterling Bunnell)‏ هو شخصية أعمال أمريكي، ولد في 4 ديسمبر 1901 في لورين في الولايات المتحدة، وتوفي في 23 أبريل 1988 في كورنوال في الولايات المتحدة.